# Suncheon
Suncheon is een stad in de Zuid-Koreaanse provincie Jeollanam-do. De stad telt bijna 257.000 inwoners en ligt in het zuiden van het land.

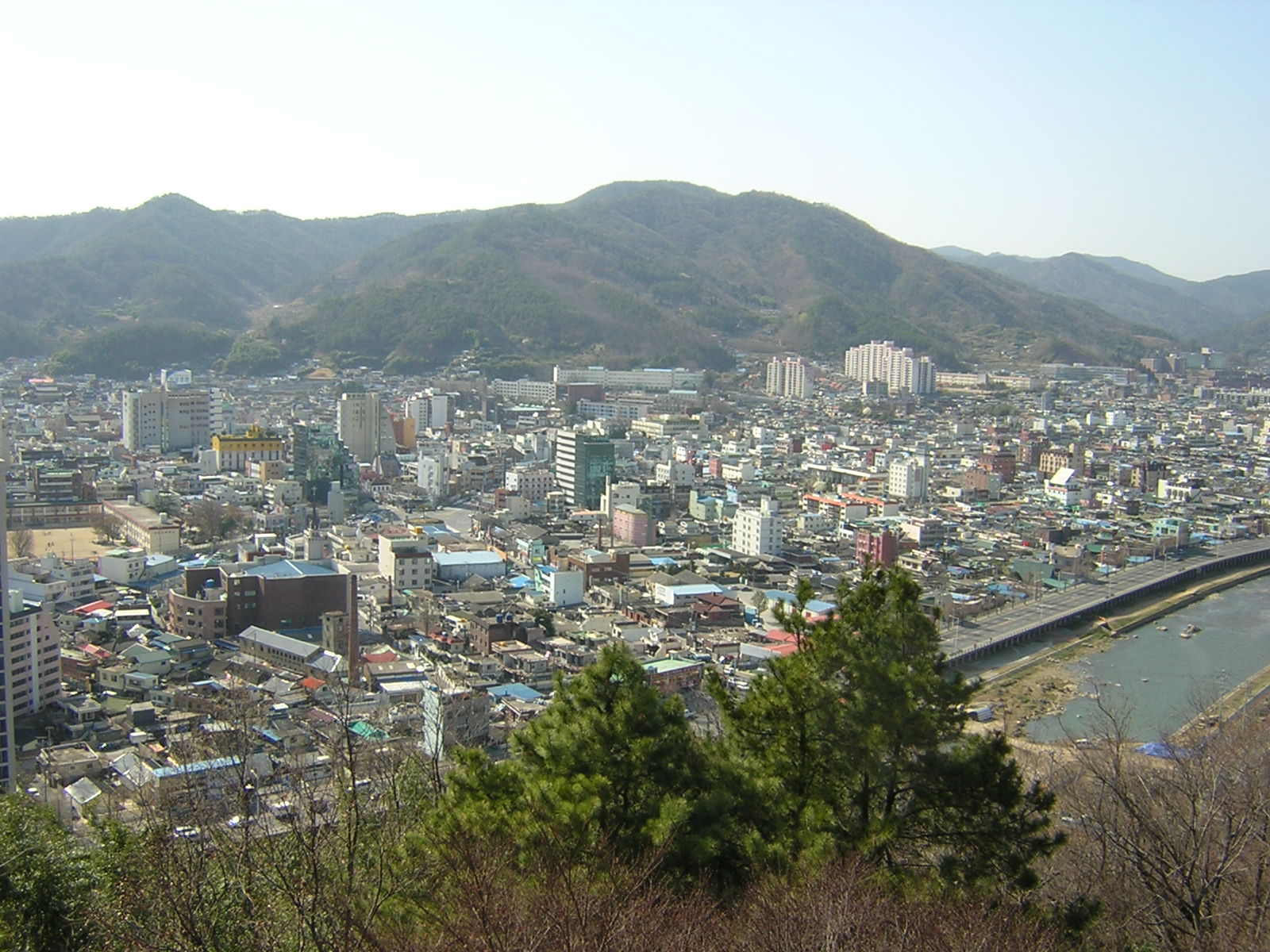
Suncheon
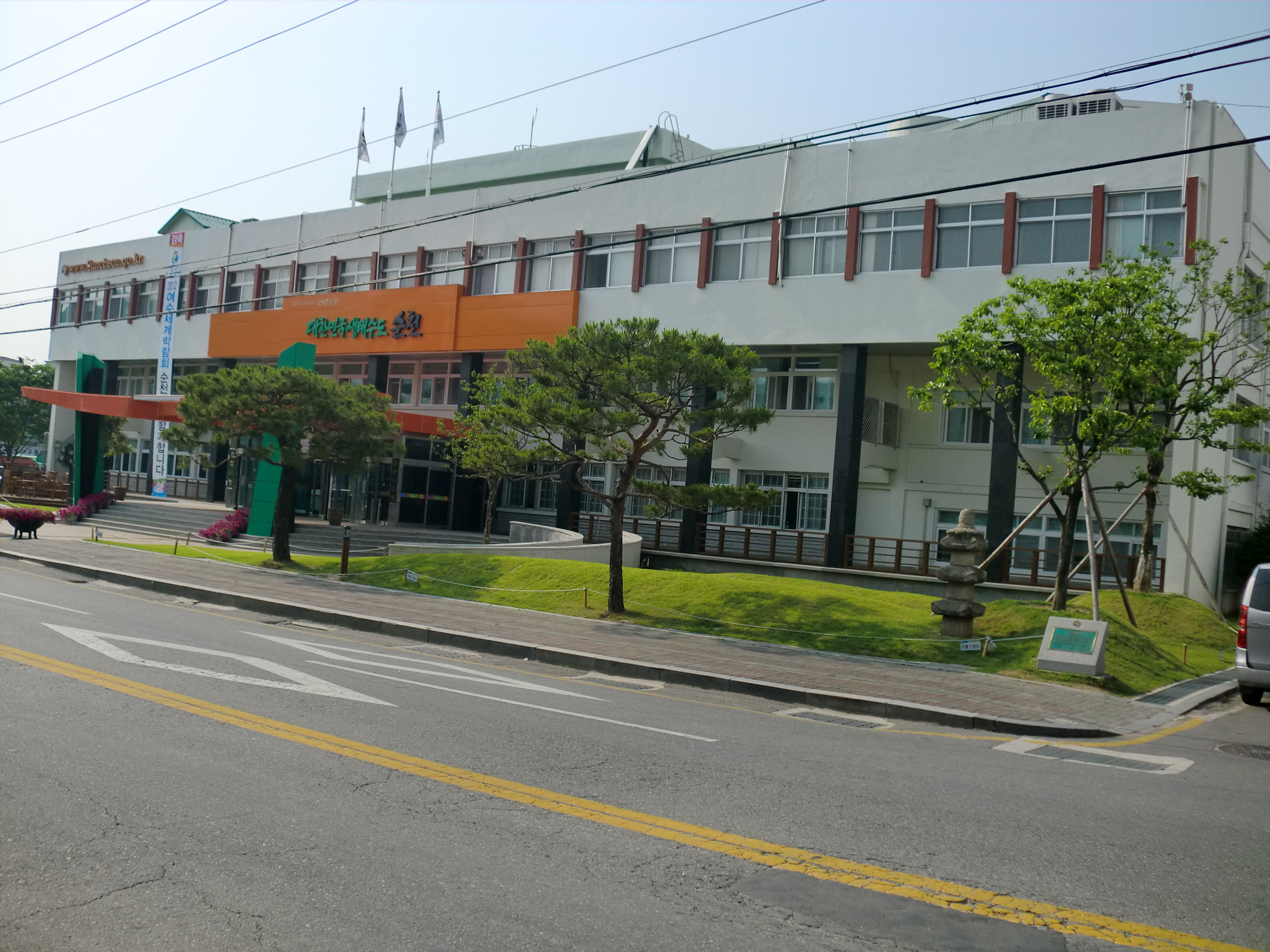
Gemeentehuis

## Bestuurlijke indeling
- Seungju-eup (승주읍)
- Juam-myeon (주암면)
- Songgwang-myeon (송광면)
- Oueseo-myeon (외서면)
- Nagan-myeon (낙안면)
- Byeolryang-myeon (별량면)
- Sangsa-myeon (상사면)
- Haeryong-myeon (해룡면)
- Seo-myeon (서면)
- Hwangjun-myeon (황전면)
- Woldeung-myeon (월등면)
- Hyang-dong (향동)
- Maegog-dong (매곡동)
- Samsan-dong (삼산동)
- Jogog-dong (조곡동)
- Deogyoung-dong (덕연동)
- Pungdeog-dong (풍덕동)
- Namjae-dong (남제동)
- Jeojeon-dong (저전동)
- Jungang-dong (중앙동)
- Dosa-dong (도사동)
- Wangjo 1-dong (왕조1동)
- Wangjo 2-dong (왕조2동)

## Partnersteden
- Columbia, Verenigde Staten
- Jinju, Zuid-Korea
- Yangcheon-gu, Zuid-Korea
- Iksan, Zuid-Korea

## Geboren
- Nam Sung-yong (1912-2001), Japanse marathonloper